# سوپرجام فوتبال ایتالیا ۲۰۱۰

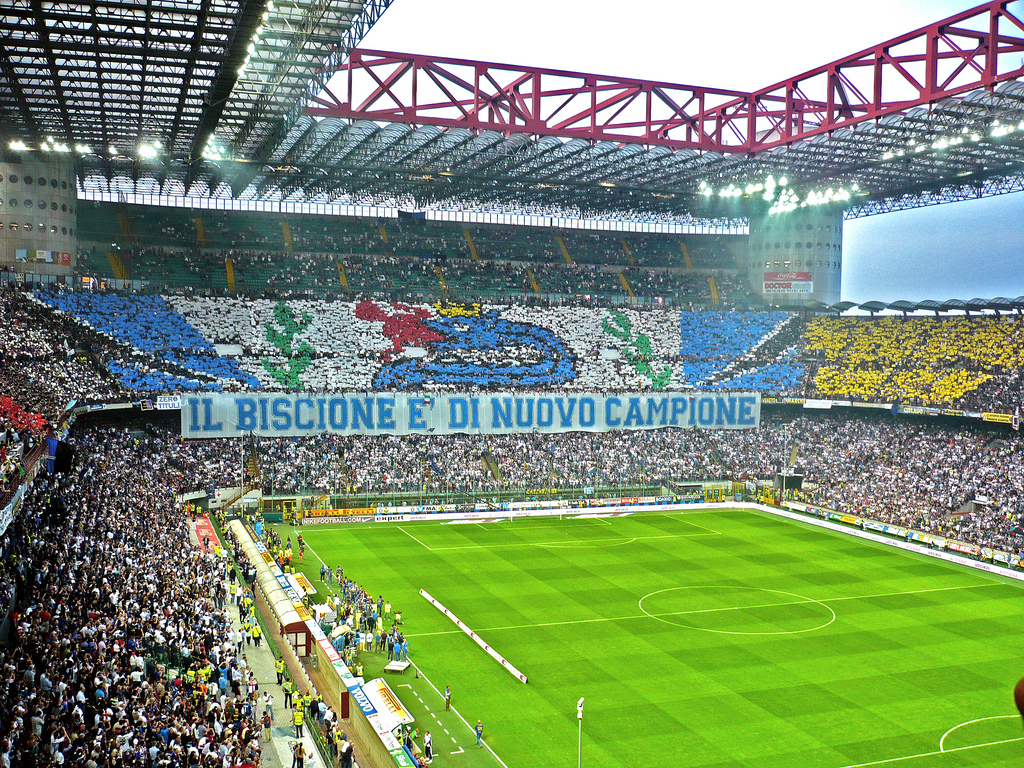
ورزشگاه سن سیرو، محل برگزاری بازی فینال ۲۰۱۰

سوپر جام فوتبال ایتالیا ۲۰۱۰ (انگلیسی: 2010 Supercoppa Italiana) بیست و سومین دورهٔ مسابقهٔ سوپر جام فوتبال ایتالیا بود که بین قهرمان سری آ و نایب قهرمان جام حذفی فوتبال ایتالیا برگزار شد. با توجه به قهرمانی اینتر میلان در هر دو مسابقات سری آ و جام حذفی، آ. اس. رم به عنوان نایب قهرمان جام حذفی، در سوپر جام ایتالیا حضور داشت.
این دیدار در تاریخ ۲۱ اوت ۲۰۱۰ برگزار شد و اینتر میلان به مقام قهرمانی دست یافت.

## تیم‌ها
- اینتر میلان: قهرمان سری آ فصل ۱۰-۲۰۰۹
- آ. اس. رم: نایب قهرمان جام حذفی ایتالیا فصل ۱۰-۲۰۰۹